# Carpococcyx renauldi
El cuclillo terrestre de Indochina o cuco terrestre de Indochina (Carpococcyx renauldi) es una especie de ave cuculiforme de la familia Cuculidae propia del sudeste de Tailandia, Laos, Camboya y Vietnam. No se conocen subespecies.

## Características
Esta ave de patas y cola largas, con su complexión compacta, está adaptada para vivir sobre el suelo en las condiciones de la selva. Vive en las selvas templadas y húmedas, la selva secundaria (áreas donde los árboles vuelven a brotar después de la tala), y malezas, en tierras bajas y colinas. En estos hábitats prefiere áreas de vegetación espesa, corriendo velozmente para escapar cuando está en peligro. Es evasiva, difícil de observar, y está muy diseminada en su área. Come una amplia variedad de pequeñas criaturas. Utiliza los reclamos para mantener el contacto; las parejas hacen dúos con una áspera y profunda nota silbante.